# Дьявольский древолаз
Дьявольский древолаз (лат. Minyobates steyermarki) — единственный современный вид земноводных рода Minyobates. Ранее к этому роду относили также виды рода Ranitomeya.

## Описание
Обитает в горных лесах в национальном парке Cerro Yapacana на высоте 600—1300 м над уровнем моря в Венесуэле. Развитие головастиков происходит в наземных бромелиевых.

## Основные угрозы
Добыча золота открытым способом в местах обитания угрожает виду. Кроме того, происходит незаконный лов и вывоз лягушек для коллекции и в научных целях. Амфибиям также могут угрожать пожары.